# Passeport pour la honte
Passeport pour la honte (Passport to Shame) est un film britannique réalisé par Alvin Rakoff, sorti en 1958.

## Synopsis
Des taxis londoniens se liguent contre des proxénètes pour venir en aide à l'un d'eux qui veut sauver une belle blonde promise au trottoir.

## Fiche technique
- Titre : Passeport pour la honte
- Titre original : Passport to Shame
- Réalisateur : Alvin Rakoff
- Scénario : Patrick Alexander
- Musique : Ken Jones
- Producteur : John Clein
- Société de production : United Co-Productions
- Durée : 86 minutes
- Film en noir et blanc
- Genre : drame
- Dates de sortie :
  -  France 2 décembre 1958
  -  Allemagne de l'Ouest 12 décembre 1958
  -  Pays-Bas 6 février 1959
  -  Suède 7 février 1959
  -  Finlande 15 mai 1959
  -  Danemark 26 juin 1959
  -  États-Unis 25 septembre 1959
  -  Turquie avril 1960

## Distribution
- Diana Dors : Vicki
- Herbert Lom : Nick Biaggi
- Eddie Constantine : Johnny McVey
- Odile Versois : Marie Louise 'Malou' Beaucaire
- Brenda de Banzie : Aggie
- Robert Brown : Mike
- Elwyn Brook-Jones : Heath